# Supercopa Sudamericana 1995
La Supercopa Sudamericana 1995 fue la octava edición del torneo de clubes de América del Sur organizado por la Confederación Sudamericana de Fútbol que reunía a todos los campeones de la Copa Libertadores de América.
Al igual que el año anterior, vio nuevamente campeón a Independiente de Argentina, que alcanzó su segunda estrella en el certamen, esta vez tras superar a Flamengo de Brasil en la final, coronándose como el primer club extranjero en obtener un título en el Maracaná. Por ello, accedió a disputar la Recopa Sudamericana 1996 ante Grêmio, que había obtenido la Copa Libertadores 1995.

## Formato
El torneo se desarrolló en un formato plenamente eliminatorio, en cuatro rondas desde los octavos hasta la final. Como la cantidad de participantes excedía en uno los necesarios para elaborar las series de octavos de final, se estableció que tres equipos disputaran un triangular, que le otorgaría a su ganador un pase directo a los cuartos de final. Todos los cruces se disputaron en ida y vuelta. Ante la igualdad de puntos, obtenía la clasificación el equipo con mejor diferencia de goles; de persistir el empate, se efectuaron tiros desde el punto penal.
|                               |                               | Equipos que entran en esta fase | Equipos que provienen de la fase anterior        |
| ----------------------------- | ----------------------------- | --- | ------------------------------------------------ |
| Octavos de final (17 equipos) | Octavos de final (17 equipos) | - Argentinos Juniors, Atlético Nacional, Boca Juniors, Colo-Colo, Cruzeiro, Estudiantes (LP), Flamengo, Grêmio, Independiente, Nacional, Olimpia, Peñarol, Racing Club, River Plate, São Paulo, Santos y Vélez Sarsfield |                                                  |
| Cuartos de final (8 equipos)  | Cuartos de final (8 equipos)  | | - 8 equipos clasificados de los Octavos de final |

## Equipos participantes
En cursiva los equipos debutantes en el torneo.
| País                      | Equipo                                                                                                 | Copas Libertadores ganadas                                                                        |
| ------------------------- | --- | ------------------------------------------------------------------------------------------------- |
| Argentina 7 participantes | Argentinos Juniors Boca Juniors Estudiantes (LP) Independiente Racing Club River Plate Vélez Sarsfield | 1985 1977 – 1978 1968 – 1969 – 1970 1964 – 1965 – 1972 – 1973 – 1974 – 1975 – 1984 1967 1986 1994 |
| Brasil 5 participantes    | Cruzeiro Flamengo Grêmio Santos São Paulo                                                              | 1976 1981 1983 – 1995 1962 – 1963 1992 – 1993                                                     |
| Chile 1 participante      | Colo-Colo                                                                                              | 1991                                                                                              |
| Colombia 1 participante   | Atlético Nacional                                                                                      | 1989                                                                                              |
| Paraguay 1 participante   | Olimpia                                                                                                | 1979 – 1990                                                                                       |
| Uruguay 2 participantes   | Nacional Peñarol                                                                                       | 1971 – 1980 – 1988 1960 – 1961 – 1966 – 1982 – 1987                                               |

### Distribución geográfica de los equipos
Distribución geográfica de las sedes de los equipos participantes:

## Resultados

### Cuadro de desarrollo
|  | Octavos de final                 | Octavos de final                 | Octavos de final                 | Octavos de final                 |       |                  | Cuartos de final                | Cuartos de final                | Cuartos de final                | Cuartos de final                |  |             | Semifinales           | Semifinales           | Semifinales           | Semifinales           |  |          | Final                            | Final                            | Final                            | Final                            |  |
|  | 7 de septiembre al 18 de octubre | 7 de septiembre al 18 de octubre | 7 de septiembre al 18 de octubre | 7 de septiembre al 18 de octubre |       |                  | 25 de octubre al 1 de noviembre | 25 de octubre al 1 de noviembre | 25 de octubre al 1 de noviembre | 25 de octubre al 1 de noviembre |  |             | 15 al 23 de noviembre | 15 al 23 de noviembre | 15 al 23 de noviembre | 15 al 23 de noviembre |  |          | 29 de noviembre y 6 de diciembre | 29 de noviembre y 6 de diciembre | 29 de noviembre y 6 de diciembre | 29 de noviembre y 6 de diciembre |  |
|  |                                  |                                  |                                  |                                  |       |                  |                                 |                                 |                                 |                                 |  |             |                       |                       |                       |                       |  |          |                                  |                                  |                                  |                                  |  |
|  |                                  |                                  |                                  |                                  |       |                  |                                 |                                 |                                 |                                 |  |             |                       |                       |                       |                       |  |          |                                  |                                  |                                  |                                  |  |
|  | Flamengo                         | 3                                | 3                                | 6                                |       |                  |                                 |                                 |                                 |                                 |  |             |                       |                       |                       |                       |  |          |                                  |                                  |                                  |                                  |  |
|  | Flamengo                         | 3                                | 3                                | 6                                |       |                  |                                 |                                 |                                 |                                 |  |             |                       |                       |                       |                       |  |          |                                  |                                  |                                  |                                  |  |
|  | Vélez Sarsfield                  | 2                                | 0                                | 2                                |       |                  |                                 |                                 |                                 |                                 |  |             |                       |                       |                       |                       |  |          |                                  |                                  |                                  |                                  |  |
|  | Vélez Sarsfield                  | 2                                | 0                                | 2                                |       | Flamengo         | 1                               | 1                               | 2                               |                                 |  |             |                       |                       |                       |                       |  |          |                                  |                                  |                                  |                                  |  |
|  |                                  |                                  |                                  |                                  |       | Flamengo         | 1                               | 1                               | 2                               |                                 |  |             |                       |                       |                       |                       |  |          |                                  |                                  |                                  |                                  |  |
|  |                                  |                                  | Nacional                         | 0                                | 0     | 0                |                                 |                                 |                                 |                                 |  |             |                       |                       |                       |                       |  |          |                                  |                                  |                                  |                                  |  |
|  | Estudiantes (LP)                 | 0                                | Nacional                         | 0                                | 0     | 0                | 2                               | 2                               |                                 |                                 |  |             |                       |                       |                       |                       |  |          |                                  |                                  |                                  |                                  |  |
|  | Estudiantes (LP)                 | 0                                |                                  |                                  |       |                  |                                 |                                 |                                 |                                 |  |             |                       |                       |                       |                       |  |          |                                  |                                  |                                  |                                  |  |
|  | Nacional                         | 4                                | 2                                | 6                                |       |                  |                                 |                                 |                                 |                                 |  |             |                       |                       |                       |                       |  |          |                                  |                                  |                                  |                                  |  |
|  | Nacional                         | 4                                | 2                                | 6                                |       |                  |                                 |                                 |                                 |                                 |  | Flamengo    | 1                     | 3                     | 4                     |                       |  |          |                                  |                                  |                                  |                                  |  |
|  |                                  |                                  |                                  |                                  |       |                  |                                 |                                 |                                 |                                 |  | Flamengo    | 1                     | 3                     | 4                     |                       |  |          |                                  |                                  |                                  |                                  |  |
|  |                                  |                                  | Cruzeiro                         | 0                                | 1     | 1                |                                 |                                 |                                 |                                 |  |             |                       |                       |                       |                       |  |          |                                  |                                  |                                  |                                  |  |
|  |                                  |                                  | Cruzeiro                         | 0                                | 1     | 1                |                                 |                                 |                                 |                                 |  |             |                       |                       |                       |                       |  |          |                                  |                                  |                                  |                                  |  |
|  |                                  |                                  |                                  |                                  |       |                  |                                 |                                 |                                 |                                 |  |             |                       |                       |                       |                       |  |          |                                  |                                  |                                  |                                  |  |
|  |                                  |                                  |                                  |                                  |       |                  |                                 |                                 |                                 |                                 |  |             |                       |                       |                       |                       |  |          |                                  |                                  |                                  |                                  |  |
|  |                                  | São Paulo                        | 1                                | 0                                | 1 (2) |                  |                                 |                                 |                                 |                                 |  |             |                       |                       |                       |                       |  |          |                                  |                                  |                                  |                                  |  |
|  |                                  |                                  |                                  |                                  | 1 (2) |                  |                                 |                                 |                                 |                                 |  |             |                       |                       |                       |                       |  |          |                                  |                                  |                                  |                                  |  |
|  |                                  |                                  | Cruzeiro (p.)                    | 0                                | 1     | 1 (4)            |                                 |                                 |                                 |                                 |  |             |                       |                       |                       |                       |  |          |                                  |                                  |                                  |                                  |  |
|  | Colo-Colo                        | 0                                | Cruzeiro (p.)                    | 0                                | 1     | 1 (4)            | 0                               | 0                               |                                 |                                 |  |             |                       |                       |                       |                       |  |          |                                  |                                  |                                  |                                  |  |
|  | Colo-Colo                        | 0                                |                                  |                                  |       |                  |                                 |                                 |                                 |                                 |  |             |                       |                       |                       |                       |  |          |                                  |                                  |                                  |                                  |  |
|  | Cruzeiro                         | 1                                | 0                                | 1                                |       |                  |                                 |                                 |                                 |                                 |  |             |                       |                       |                       |                       |  |          |                                  |                                  |                                  |                                  |  |
|  | Cruzeiro                         | 1                                | 0                                | 1                                |       |                  |                                 |                                 |                                 |                                 |  |             |                       |                       |                       |                       |  | Flamengo | 0                                | 1                                | 1                                |                                  |  |
|  |                                  |                                  |                                  |                                  |       |                  |                                 |                                 |                                 |                                 |  |             |                       |                       |                       |                       |  | Flamengo | 0                                | 1                                | 1                                |                                  |  |
|  |                                  |                                  | Independiente                    | 2                                | 0     | 2                |                                 |                                 |                                 |                                 |  |             |                       |                       |                       |                       |  |          |                                  |                                  |                                  |                                  |  |
|  | River Plate (p.)                 | 3                                | Independiente                    | 2                                | 0     | 2                | 2                               | 5 (7)                           |                                 |                                 |  |             |                       |                       |                       |                       |  |          |                                  |                                  |                                  |                                  |  |
|  | River Plate (p.)                 | 3                                |                                  |                                  |       |                  |                                 |                                 |                                 |                                 |  |             |                       |                       |                       |                       |  |          |                                  |                                  |                                  |                                  |  |
|  | Peñarol                          | 2                                | 3                                | 5 (6)                            |       |                  |                                 |                                 |                                 |                                 |  |             |                       |                       |                       |                       |  |          |                                  |                                  |                                  |                                  |  |
|  | Peñarol                          | 2                                | 3                                | 5 (6)                            |       | River Plate (p.) | 1                               | 3                               | 4 (4)                           |                                 |  |             |                       |                       |                       |                       |  |          |                                  |                                  |                                  |                                  |  |
|  |                                  |                                  |                                  |                                  |       | River Plate (p.) | 1                               | 3                               | 4 (4)                           |                                 |  |             |                       |                       |                       |                       |  |          |                                  |                                  |                                  |                                  |  |
|  |                                  |                                  | Grêmio                           | 2                                | 2     | 4 (2)            |                                 |                                 |                                 |                                 |  |             |                       |                       |                       |                       |  |          |                                  |                                  |                                  |                                  |  |
|  | Racing Club                      | 1                                | Grêmio                           | 2                                | 2     | 4 (2)            | 3                               | 4                               |                                 |                                 |  |             |                       |                       |                       |                       |  |          |                                  |                                  |                                  |                                  |  |
|  | Racing Club                      | 1                                |                                  |                                  |       |                  |                                 |                                 |                                 |                                 |  |             |                       |                       |                       |                       |  |          |                                  |                                  |                                  |                                  |  |
|  | Grêmio                           | 3                                | 3                                | 6                                |       |                  |                                 |                                 |                                 |                                 |  |             |                       |                       |                       |                       |  |          |                                  |                                  |                                  |                                  |  |
|  | Grêmio                           | 3                                | 3                                | 6                                |       |                  |                                 |                                 |                                 |                                 |  | River Plate | 2                     | 0                     | 2 (1)                 |                       |  |          |                                  |                                  |                                  |                                  |  |
|  |                                  |                                  |                                  |                                  |       |                  |                                 |                                 |                                 |                                 |  | River Plate | 2                     | 0                     | 2 (1)                 |                       |  |          |                                  |                                  |                                  |                                  |  |
|  |                                  |                                  | Independiente (p.)               | 2                                | 0     | 2 (4)            |                                 |                                 |                                 |                                 |  |             |                       |                       |                       |                       |  |          |                                  |                                  |                                  |                                  |  |
|  | Santos                           | 1                                | Independiente (p.)               | 2                                | 0     | 2 (4)            | 2                               | 3 (2)                           |                                 |                                 |  |             |                       |                       |                       |                       |  |          |                                  |                                  |                                  |                                  |  |
|  | Santos                           | 1                                |                                  |                                  |       |                  |                                 |                                 |                                 |                                 |  |             |                       |                       |                       |                       |  |          |                                  |                                  |                                  |                                  |  |
|  | Independiente (p.)               | 1                                | 2                                | 3 (3)                            |       |                  |                                 |                                 |                                 |                                 |  |             |                       |                       |                       |                       |  |          |                                  |                                  |                                  |                                  |  |
|  | Independiente (p.)               | 1                                | 2                                | 3 (3)                            |       | Independiente    | 0                               | 2                               | 2                               |                                 |  |             |                       |                       |                       |                       |  |          |                                  |                                  |                                  |                                  |  |
|  |                                  |                                  |                                  |                                  |       | Independiente    | 0                               | 2                               | 2                               |                                 |  |             |                       |                       |                       |                       |  |          |                                  |                                  |                                  |                                  |  |
|  |                                  |                                  | Atlético Nacional                | 1                                | 0     | 1                |                                 |                                 |                                 |                                 |  |             |                       |                       |                       |                       |  |          |                                  |                                  |                                  |                                  |  |
|  | Atlético Nacional                | 3                                | Atlético Nacional                | 1                                | 0     | 1                | 2                               | 5                               |                                 |                                 |  |             |                       |                       |                       |                       |  |          |                                  |                                  |                                  |                                  |  |
|  | Atlético Nacional                | 3                                |                                  |                                  |       |                  |                                 |                                 |                                 |                                 |  |             |                       |                       |                       |                       |  |          |                                  |                                  |                                  |                                  |  |
|  | Argentinos Juniors               | 1                                | 1                                | 2                                |       |                  |                                 |                                 |                                 |                                 |  |             |                       |                       |                       |                       |  |          |                                  |                                  |                                  |                                  |  |
|  | Argentinos Juniors               | 1                                | 1                                | 2                                |       |                  |                                 |                                 |                                 |                                 |  |             |                       |                       |                       |                       |  |          |                                  |                                  |                                  |                                  |  |
|  |                                  |                                  |                                  |                                  |       |                  |                                 |                                 |                                 |                                 |  |             |                       |                       |                       |                       |  |          |                                  |                                  |                                  |                                  |  |

- Nota: En cada llave, el equipo que ocupa la primera línea es el que definió la serie como local.

### Octavos de final
| 14 de septiembre de 1995 | Vélez Sarsfield          | 2:3 (1:0) | Flamengo                                | Estadio José Amalfitani, Buenos Aires                           |                                                                 |
|                          | Trotta 24' · Herrera 82' |           | Edmundo 72' · Sávio 89' · Rodrigo 90+1' | Asistencia: 15 000 espectadores Árbitro(s): Salvador Imperatore | Asistencia: 15 000 espectadores Árbitro(s): Salvador Imperatore |

| 3 de octubre de 1995 | Flamengo                                  | 3:0 (1:0) | Vélez Sarsfield | Estadio Parque do Sabiá, Uberlândia |                             |
|                      | Pellegrino 6' · Edmundo 59' · Romário 82' |           |                 | Árbitro(s): Ernesto Filippi         | Árbitro(s): Ernesto Filippi |

| 13 de septiembre de 1995 | Nacional                                              | 4:0 (1:0) | Estudiantes (LP) | Estadio Centenario, Montevideo                                  |                                                                 |
|                          | O'Neill 28' · González 46' · Lemos 53' · Canobbio 59' |           |                  | Asistencia: 6 000 espectadores Árbitro(s): Mario Sánchez Yantén | Asistencia: 6 000 espectadores Árbitro(s): Mario Sánchez Yantén |

| 20 de septiembre de 1995 | Estudiantes (LP)      | 2:2 (0:1) | Nacional                 | Estadio Jorge Luis Hirschi, La Plata |                               |
|                          | Lemma 54' · Romeo 62' |           | Lemos 41' · Canobbio 70' | Árbitro(s): João Paulo Araújo        | Árbitro(s): João Paulo Araújo |

| 12 de septiembre de 1995 | Cruzeiro     | 1:0 (1:0) | Colo-Colo | Estadio Mineirão, Belo Horizonte |                              |
|                          | Belletti 12' |           |           | Árbitro(s): Javier Castrilli     | Árbitro(s): Javier Castrilli |

| 21 de septiembre de 1995 | Colo-Colo | 0:0 | Cruzeiro | Estadio Monumental, Santiago   |  |
|                          |           |     |          | Árbitro(s): Francisco Lamolina |  |

| 14 de septiembre de 1995 | Peñarol                  | 2:3 (0:1) | River Plate                                 | Estadio Domingo Burgueño Miguel, Maldonado                    |                                                               |
|                          | Pacheco 41' · Romero 90' |           | Cedrés 59' · Francescoli 62' · Gallardo 72' | Asistencia: 10 000 espectadores Árbitro(s): Epifanio González | Asistencia: 10 000 espectadores Árbitro(s): Epifanio González |

| 27 de septiembre de 1995 | River Plate                                                            | 2:3 (2:3) (7:6 p.)         | Peñarol                                                                           | Estadio Monumental, Buenos Aires |                             |
|                          | Francescoli 20' · Ortega 31'                                           |                            | Magallanes 10' · Romero 38' · Bengoechea 40' (TL)                                 | Árbitro(s): Antônio Pereira      | Árbitro(s): Antônio Pereira |
|                          |                                                                        | Tiros desde el punto penal |                                                                                   |                                  |                             |
|                          | Francescoli · Gallardo · Ortega · Amato · Rivarola · H. Díaz · Astrada |                            | Bengoechea · Pacheco · M. Rodríguez · Gutiérrez · Tais · Aguirregaray · Baltierra |                                  |                             |

| 20 de septiembre de 1995 | Grêmio                                     | 3:1 (0:0) | Racing Club  | Estadio Olímpico Monumental, Porto Alegre |                           |
|                          | Adílson 65' · Jardel 66' · Paulo Nunes 79' |           | C. López 63' | Árbitro(s): Ubaldo Aquino                 | Árbitro(s): Ubaldo Aquino |

| 5 de octubre de 1995 | Racing Club                                 | 3:3 (0:1) | Grêmio                                | Estadio El Cilindro, Avellaneda |                              |
|                      | C. López 49' · Delgado 84' · Carrario 90+4' |           | Jardel 46', 75' · Viqueira 62' (a.g.) | Árbitro(s): Pablo Peña Durán    | Árbitro(s): Pablo Peña Durán |

| 13 de septiembre de 1995 | Independiente | 1:1 (0:1) | Santos      | Estadio La Doble Visera, Avellaneda |                         |
|                          | Álvez 90+5'   |           | Jamelli 20' | Árbitro(s): Julio Matto             | Árbitro(s): Julio Matto |

| 4 de octubre de 1995 | Santos                                           | 2:2 (1:1) (2:3 p.)         | Independiente                                      | Estadio de Vila Belmiro, Santos |                               |
|                      | Camanducaia 7' · Giovanni 88'                    |                            | Mazzoni 59' · Domizzi 77'                          | Árbitro(s): Epifanio González   | Árbitro(s): Epifanio González |
|                      |                                                  | Tiros desde el punto penal |                                                    |                                 |                               |
|                      | Gallo · Giovanni · Marquinhos · Robert · Jamelli |                            | Burruchaga · Serrizuela · Arzeno · Garnero · Cagna |                                 |                               |

| 16 de septiembre de 1995 | Argentinos Juniors | 1:3 (1:0) | Atlético Nacional                | Estadio Orange Bowl, Miami                                  |                                                             |
|                          | Ferreira           |           | Aristizábal · Mosquera · Álvarez | Asistencia: 10 000 espectadores Árbitro(s): Wilson de Souza | Asistencia: 10 000 espectadores Árbitro(s): Wilson de Souza |

| 3 de octubre de 1995 | Atlético Nacional | 2:1 (2:0) | Argentinos Juniors | Estadio Atanasio Girardot, Medellín |                           |
|                      | Aristizábal       |           | Bennett            | Árbitro(s): Ángel Guevara           | Árbitro(s): Ángel Guevara |

#### Triangular clasificatorio
| Equipo       | Pts. | PJ | PG | PE | PP | GF | GC | DG |
| ------------ | ---- | -- | -- | -- | -- | -- | -- | -- |
| São Paulo    | 9    | 4  | 3  | 0  | 1  | 6  | 6  | 0  |
| Olimpia      | 7    | 4  | 2  | 1  | 1  | 7  | 4  | 3  |
| Boca Juniors | 1    | 4  | 0  | 1  | 3  | 4  | 7  | –3 |

| 7 de septiembre de 1995 | Olimpia          | 1:1 (1:0) | Boca Juniors | Estadio Defensores del Chaco, Asunción |                             |
|                         | Monzón 6' (pen.) |           | Fabbri 64'   | Árbitro(s): Antônio Pereira            | Árbitro(s): Antônio Pereira |

| 13 de septiembre de 1995 | São Paulo | 1:0 (0:0) | Boca Juniors | Estadio de Pacaembú, São Paulo |                               |
|                          | Caio 58'  |           |              | Árbitro(s): José Luis Da Rosa  | Árbitro(s): José Luis Da Rosa |

| 20 de septiembre de 1995 | Boca Juniors | 1:2 (1:0) | Olimpia                     | Estadio La Bombonera, Buenos Aires  |                                     |
|                          | Pico 16'     |           | Sanabria 80' · González 83' | Árbitro(s): Eduardo Gamboa Martínez | Árbitro(s): Eduardo Gamboa Martínez |

| 26 de septiembre de 1995 | Olimpia  | 1:2 | São Paulo       | Estadio Defensores del Chaco, Asunción |                           |
|                          | González |     | Caio · Denílson | Árbitro(s): Alfredo Rodas              | Árbitro(s): Alfredo Rodas |

| 10 de octubre de 1995 | Boca Juniors                    | 2:3 (1:0) | São Paulo                   | Estadio La Bombonera, Buenos Aires                             |                                                                |
|                       | Márcico 45+1' (pen.) · Pico 72' |           | Amarildo 59' 65' · Caio 87' | Asistencia: 5 000 espectadores Árbitro(s): Eduardo Dluzniewski | Asistencia: 5 000 espectadores Árbitro(s): Eduardo Dluzniewski |

| 18 de octubre de 1995 | São Paulo | 0:3 | Olimpia         | Estadio de Pacaembú, São Paulo |  |
|                       |           |     | González · Báez |                                |  |

### Cuartos de final
| 25 de octubre de 1995 | Nacional | 0:1 (0:1) | Flamengo         | Estadio Centenario, Montevideo                               |                                                              |
|                       |          |           | Sávio 30' (pen.) | Asistencia: 22 000 espectadores Árbitro(s): Javier Castrilli | Asistencia: 22 000 espectadores Árbitro(s): Javier Castrilli |

| 1 de noviembre de 1995 | Flamengo            | 1:0 (1:0) | Nacional | Estadio de Maracaná, Río de Janeiro                           |                                                               |
|                        | Kanapkis 21' (a.g.) |           |          | Asistencia: 11 000 espectadores Árbitro(s): Epifanio González | Asistencia: 11 000 espectadores Árbitro(s): Epifanio González |

| 25 de octubre de 1995 | Cruzeiro | 0:1 (0:1) | São Paulo   | Estadio Mineirão, Belo Horizonte                            |                                                             |
| |          |           | Palhinha 9' | Asistencia: 18 000 espectadores Árbitro(s): Wilson de Souza | Asistencia: 18 000 espectadores Árbitro(s): Wilson de Souza |
| El partido finalizó a los 47 minutos, luego de que Cruzeiro quedara con seis jugadores en el campo. Conmebol mantuvo el resultado. Estuvo en juego la ida de la final de la Copa de Oro Nicolás Leoz 1995. |          |           |             |                                                             |                                                             |

| 1 de noviembre de 1995                                                     | São Paulo                    | 0:1 (0:0) (1:4 p.)         | Cruzeiro                             | Estadio de Pacaembú, São Paulo                           |                                                          |
|                                                                            |                              |                            | Dinei 58'                            | Asistencia: 4 600 espectadores Árbitro(s): Félix Benegas | Asistencia: 4 600 espectadores Árbitro(s): Félix Benegas |
|                                                                            |                              | Tiros desde el punto penal |                                      |                                                          |                                                          |
|                                                                            | Alemão · Bordón · André Luiz |                            | Nonato · Paulinho · Alberto · Gélson |                                                          |                                                          |
| Estuvo en juego la vuelta de la final de la Copa de Oro Nicolás Leoz 1995. |                              |                            |                                      |                                                          |                                                          |

| 25 de octubre de 1995 | Grêmio                         | 2:1 (1:1) | River Plate     | Estadio Olímpico Monumental, Porto Alegre                       |                                                                 |
|                       | Jardel 43' · Carlos Miguel 59' |           | Francescoli 44' | Asistencia: 12 500 espectadores Árbitro(s): Salvador Imperatore | Asistencia: 12 500 espectadores Árbitro(s): Salvador Imperatore |

| 1 de noviembre de 1995 | River Plate                               | 3:2 (2:0) (4:2 p.)         | Grêmio                             | Estadio Monumental, Buenos Aires |                         |
|                        | Ayala 13' · Francescoli 32' 74'           |                            | Arílson 57' · Ayala 66' (a.g.)     | Árbitro(s): Julio Matto          | Árbitro(s): Julio Matto |
|                        |                                           | Tiros desde el punto penal |                                    |                                  |                         |
|                        | Francescoli · Gallardo · Ortega · H. Díaz |                            | Dinho · Émerson · Arílson · Goiano |                                  |                         |

| 25 de octubre de 1995 | Atlético Nacional | 1:0 (1:0) | Independiente | Estadio Atanasio Girardot, Medellín                        |                                                            |
|                       | Mosquera 35'      |           |               | Asistencia: 23 000 espectadores Árbitro(s): Márcio Rezende | Asistencia: 23 000 espectadores Árbitro(s): Márcio Rezende |

| 1 de noviembre de 1995 | Independiente          | 2:0 (2:0) | Atlético Nacional | Estadio La Doble Visera, Avellaneda                                 |                                                                     |
|                        | G. López 8' (pen.) 40' |           |                   | Asistencia: 30 000 espectadores Árbitro(s): Eduardo Gamboa Martínez | Asistencia: 30 000 espectadores Árbitro(s): Eduardo Gamboa Martínez |

### Semifinales
| 15 de noviembre de 1995 | Independiente    | 2:2 (0:2) | River Plate                | Estadio La Doble Visera, Avellaneda |                            |
|                         | Mazzoni 46', 53' |           | Francescoli 2' (pen.), 44' | Árbitro(s): Roberto Ruscio          | Árbitro(s): Roberto Ruscio |

| 22 de noviembre de 1995 | River Plate                  | 0:0 (1:4 p.)               | Independiente                               | Estadio Monumental, Buenos Aires |  |
|                         |                              |                            |                                             | Árbitro(s): Javier Castrilli     |  |
|                         |                              | Tiros desde el punto penal |                                             |                                  |  |
|                         | Francescoli · Ortega · Amato |                            | G. López · Burruchaga · Serrizuela · Bustos |                                  |  |

| 15 de noviembre de 1995 | Cruzeiro | 0:1 (0:1) | Flamengo                 | Estadio Mineirão, Belo Horizonte                         |                                                          |
|                         |          |           | Paulo Roberto 34' (a.g.) | Asistencia: 54 000 espectadores Árbitro(s): Jorge Nieves | Asistencia: 54 000 espectadores Árbitro(s): Jorge Nieves |

| 23 de noviembre de 1995 | Flamengo                                     | 3:1 (2:1) | Cruzeiro     | Estadio de Maracaná, Río de Janeiro |                        |
|                         | Aloísio 19' · Márcio Costa 39' · Rodrigo 65' |           | Belletti 45' | Árbitro(s): Óscar Ruiz              | Árbitro(s): Óscar Ruiz |

### Final
| 29 de noviembre de 1995 | Independiente            | 2:0 (1:0) | Flamengo | Estadio La Doble Visera, Avellaneda |                                 |
|                         | Mazzoni 1' · Domizzi 72' |           |          | Árbitro(s): Salvador Imperatore     | Árbitro(s): Salvador Imperatore |

| 6 de diciembre de 1995                                                                                                | Flamengo    | 1:0 (0:0) | Independiente | Estadio de Maracaná, Río de Janeiro                            |                                                                |
| | Romário 62' |           |               | Asistencia: 105 000 espectadores Árbitro(s): Epifanio González | Asistencia: 105 000 espectadores Árbitro(s): Epifanio González |
| Independiente se convirtió en el primer club de fútbol no brasileño en consagrarse campeón en el Estadio de Maracaná. |             |           |               |                                                                |                                                                |

|                                  |
|                                  |
| Campeón Independiente 2.º título |

## Estadísticas

### Clasificación general
| Pos. | Equipo             | Pts | PJ | PG | PE | PP | GF | GC | Dif. | Rend.  |
| ---- | ------------------ | --- | -- | -- | -- | -- | -- | -- | ---- | ------ |
| 1    | Independiente      | 10  | 8  | 2  | 4  | 2  | 9  | 7  | 2    | 41,66% |
| 2    | Flamengo           | 21  | 8  | 7  | 0  | 1  | 13 | 5  | 7    | 87,50% |
| 3    | River Plate        | 8   | 6  | 2  | 2  | 2  | 11 | 11 | 0    | 44,44% |
| 4    | Cruzeiro           | 7   | 6  | 2  | 1  | 3  | 3  | 5  | −2   | 38,88% |
| 5    | Atlético Nacional  | 9   | 4  | 3  | 0  | 1  | 6  | 4  | 2    | 75%    |
| 6    | São Paulo          | 12  | 6  | 4  | 0  | 2  | 7  | 7  | 0    | 66,66% |
| 7    | Grêmio             | 7   | 4  | 2  | 1  | 1  | 10 | 8  | 2    | 58,33% |
| 8    | Nacional           | 4   | 4  | 1  | 1  | 2  | 6  | 4  | 2    | 33,33% |
| 9    | Olimpia            | 7   | 4  | 2  | 1  | 1  | 7  | 4  | 3    | 58,33% |
| 10   | Peñarol            | 3   | 2  | 1  | 0  | 1  | 5  | 5  | 0    | 50%    |
| 11   | Santos             | 2   | 2  | 0  | 2  | 0  | 3  | 3  | 0    | 33,33% |
| 12   | Colo-Colo          | 1   | 2  | 0  | 1  | 1  | 0  | 1  | −1   | 16,66% |
| 13   | Racing Club        | 1   | 2  | 0  | 1  | 1  | 4  | 6  | −2   | 16,66% |
| 14   | Estudiantes (LP)   | 1   | 2  | 0  | 1  | 1  | 2  | 6  | −4   | 16,66% |
| 15   | Boca Juniors       | 1   | 4  | 0  | 1  | 3  | 4  | 7  | −3   | 0,08%  |
| 16   | Argentinos Juniors | 0   | 2  | 0  | 0  | 2  | 2  | 5  | −3   | 0%     |
| 17   | Vélez Sarsfield    | 0   | 2  | 0  | 0  | 2  | 2  | 6  | −4   | 0%     |

### Goleadores
| Jugador                 | Club              | Goles |
| ----------------------- | ----------------- | ----- |
| Enzo Francescoli        | River Plate       | 7     |
| Gabriel González        | Olimpia           | 4     |
| Mário Jardel            | Grêmio            | 4     |
| Javier Mazzoni          | Independiente     | 4     |
| Víctor Hugo Aristizábal | Atlético Nacional | 3     |
| Caio                    | São Paulo         | 3     |